# Porticus van Octavius
De Porticus van Octavius (Latijn:Porticus Octavia) was een antiek bouwwerk in het Oude Rome.
De Porticus van Octavius bestond uit een binnentuin omgeven door zuilengalerijen. Het werd gebouwd door Gnaeus Octavius, een lid van de Gens Octavia, in 168 v.Chr.. De porticus werd gebouwd ter ere van een gewonnen zeeslag tegen Perseus van Macedonië.
Het gebouw stond op het Marsveld, tussen het Circus Flaminius en het later gebouwde Theater van Pompeius. De Porticus van Octavius werd ook Porticus Corinthia genoemd, omdat de zuilen bekroond waren met bronzen korinthische kapitelen. Dit was mogelijk het eerste gebruik van deze orde in Rome.
Octavianus liet de porticus in 33 v.Chr. restaureren en plaatste er later de standaarden van de Dalmatiërs, die na hun neergeslagen opstand in 9 en 10 n.Chr. waren meegenomen.
De Porticus van Octavius stond bekend als de mooiste porticus van het oude Rome. Er zijn geen restanten van teruggevonden.

## Noot
- De Porticus van Octavius mag niet verward worden met de Porticus van Octavia, die rond 25 v.Chr. in dezelfde wijk was gebouwd.

## Antieke bronnen
1. ↑  Fest., 178
2. ↑  Plin. NH XXXIV.13
3. ↑  Mon. Anc. IV.3
4. ↑  App. Illyr. 28
5. ↑  Vell. Illyr. 28

## Referentie
- S. Platner, A topographical dictionary of ancient Rome, London 1929. Art. Porticus